# Gare de Fleurance
La gare de Fleurance est une gare ferroviaire française de la ligne de Bon-Encontre à Vic-en-Bigorre (aujourd'hui dite d'Agen à Auch). Elle est située sur le territoire de la commune de Fleurance, dans le département du Gers en région Occitanie.

## Situation ferroviaire
Établie à 98 mètres d'altitude, la gare est située au point kilométrique (PK) 180,54 de la ligne de Bon-Encontre à Vic-en-Bigorre, entre les gares de Lectoure et d'Auch.